# Bunsaku Arakatsu
Bunsaku Arakatsu (荒勝文策, あらかつ ぶんさく) (25 mars 1890 – 25 juin 1973) est un professeur de physique japonais et directeur du projet F-Go, un programme d'armement nucléaire japonais de la marine impériale japonaise pendant la Seconde Guerre mondiale. Arakatsu était un ancien élève d'Albert Einstein.